# Armin Heidegger
Armin Heidegger (3 dicembre 1970) è un ex calciatore liechtensteinese, di ruolo attaccante.

## Carriera

### Nazionale
Ha collezionato 3 presenze con la propria Nazionale.